# Willy Strothotte
Willy R. Strothotte (* 1944 in Borken, Westfalen) ist ein deutscher Manager.

## Leben
Strothotte absolvierte nach Abschluss der Realschule eine kaufmännische Lehre. Ab 1964 war er als Rohstoffhändler in Österreich, Belgien und in den USA tätig. Er war von 1961 bis 1978 Manager („Rich Boys“) und als Nachfolger von Marc Rich von 1994 bis 2001 CEO bei Glencore International AG, einer im Rohstoffhandel weltweit tätigen Unternehmensgruppe mit Hauptsitz in Baar in der Schweiz. Er ist seit 1994 Präsident des Verwaltungsrates und gilt mit einem derzeitigen Anteil von geschätzten 10 Prozent als dessen größter Einzelaktionär.
Zudem ist er seit 2007 Mitglied des Aufsichtsrates von Kohlberg Kravis Roberts & Co. (KKR), einer der weltweit größten Private-Equity-Investmentfirmen, sowie bei dem australischen Bergbaukonzern Minara Resources. Er ist seit 1994 Chef des Verwaltungsrates des britisch-schweizerischen Bergbaukonzerns Xstrata, dessen Mehrheitsaktionär Glencore ist.
Das Schweizer Wirtschaftsmagazin Bilanz schätzt sein Privatvermögen auf 3 bis 4 Milliarden Franken, das entspricht etwa 2,5 bis 3,3 Milliarden Euro. Er wohnt in Feusisberg im Kanton Schwyz in der Schweiz. Sein Sohn ist der Schauspieler Marcus Thomas.